# Richard Hudson
Richard Hudson (Franklin, 4 novembre 1971) è un politico statunitense, membro della Camera dei Rappresentanti per lo stato della Carolina del Nord dal 2013.

## Biografia
Nato in Virginia ma cresciuto nella Carolina del Nord, dopo gli studi Hudson lavorò come assistente di alcuni politici fra cui Virginia Foxx e John Carter.
Dopo essere stato direttore delle comunicazioni del Partito Repubblicano della Carolina del Nord, nel 2012 Hudson decise di candidarsi alla Camera dei Rappresentanti contro il deputato democratico in carica Larry Kissell e riuscì a sconfiggerlo. Venne poi riconfermato deputato nelle successive elezioni.